# Milejszeg
Milejszeg is een plaats (község) en gemeente in het Hongaarse comitaat Zala. Milejszeg telt 411 inwoners (2001).